# Данн, Доминик
Доминик Данн (англ. Dominique Dunne; 23 ноября 1959 — 4 ноября 1982) — американская актриса, известная своей ролью в фильме ужасов «Полтергейст» (1982). Вскоре после выхода картины на экраны актриса была задушена своим ревнивым бойфрендом, шеф-поваром ресторана Ma Maison, возле её дома в Голливуде. В состоянии комы её доставили в больницу, где она умерла пять дней спустя.

## Ранние годы
Данн родилась в Санта-Монике, Калифорния в семье наследницы ранчо Эллен Беатрис «Ленни» (урождённой Гриффин) и писателя, продюсера и актёра Доминика Данна. У Доминик было два старших брата, Александр «Алекс» Данн и Гриффин Данн, впоследствии ставший актёром. Её дядей и тётей были Джон Грегори Данн и Джоан Дидион, а крёстными — дочь актёра Гэри Купера Мария Купер-Янис и продюсер Мартин Манулис. Родители Данн развелись в 1967 году.
Будущая актриса училась школе Гарвард-Уэстлейк в Лос-Анджелесе, школе Тафта в Уотертауне, Коннектикут и школе Fountain Valley в Фонтейне, Колорадо. После окончания университета она провела год во Флоренции, где изучала итальянский язык. Обучалась актёрскому мастерству в мастерской Milton Katselas' Workshop и выступала в различных постановках, включая такие пьесы как «Вестсайдская история», «Мышеловка» и «Мои три Ангела».

## Карьера
Свою первую роль Данн получила в телевизионном фильме 1979 года «Дневник подростка-автостопщика». Затем она играла второстепенные роли в эпизодах популярных телесериалов 1980-х годов: «Лу Грант», «Супруги Харт» и «Слава». Данн также сыграла повторяющуюся роль в комедийно-драматическом телесериале «Уходя в отрыв» и снялась в нескольких телевизионных фильмах.
В 1981 году Доминик снялась в своём первом полнометражном фильме «Полтергейст»; в нём она сыграла девочку подростка Дану Фрилинг, чью семью терроризировали призраки. Этот фильм стал её единственной работой, показанной в кинотеатрах при жизни актрисы. После «Полтергейста» она снялась в эпизоде сериала «Калифорнийский дорожный патруль», а также в телевизионном фильме 1982 года «Всадники тени» с Томом Селлеком и Сэмом Эллиотом в главных ролях.
Незадолго до своей смерти Данн была утверждена на роль Робин Максвелл в мини-сериале «V». Однако она умерла во время съемок, и была заменена актрисой Блэр Тефкин. Создатель сериала Кеннет Джонсон говорил, что спину Доминик можно увидеть в сцене, в которой семья Максвеллов наблюдает, как корабль пришельцев летит над Лос-Анджелесом в первый день прибытия визитёров. Мини-сериал «V» был посвящён её памяти.
Спустя две недели после смерти Данн вышел эпизод сериала «Блюз Хилл-стрит» под названием Requiem For A Hairbag, в котором она сыграла жертву родительского насилия, отдающую собственного ребёнка на усыновление из страха повторить то, что её родители сделали с ней. Эпизод вышел в эфир через несколько дней после похорон Данн, и также был посвящен памяти актрисы.

## Личная жизнь

### Отношения с Джоном Суини
Данн познакомилась с Джоном Томасом Суини, шеф-поваром ресторана Ma Maison, в 1981 году на вечеринке. После нескольких недель знакомства они стали жить вместе в доме на Рэнджли-Авеню в Западном Голливуде. Однако отношения пары быстро ухудшились из-за неконтролируемой ревности Суини. Они часто ссорились, и вскоре Суини начал избивать Данн. 27 августа 1982 года очередная ссора закончилась тем, что Суини выдернул с корнями пучок её волос. Доминик убежала к своей матери, а Суини последовал за ней и начал стучать в дверь и окна, требуя, чтобы его впустили. Мать Данн попросила его уйти, пригрозив вызвать полицию. Несмотря на это, через несколько дней Данн вернулась к своему бойфренду.
Следующая крупная ссора произошла 26 сентября 1982 года, тогда Суини схватил Данн за горло, бросил её на пол и начал душить. Друг Данн, который в тот момент находился у них в гостях, услышал «громкие звуки» и побежал в комнату, где Доминик подвергалась физическому насилию. Данн сказала другу, что Суини пытается убить её, однако Суини отрицал все обвинения в свой адрес и предложил девушке пойти спать. Доминик сделала вид, что подчиняется ему, пошла к себе и выпрыгнула из окна ванной. Когда Суини услышал, что Данн заводит двигатель машины, то он выбежал из дома и прыгнул на капот. Доминик остановила машину, подождала, пока Суини спрыгнет с капота, а затем уехала. В течение следующих нескольких дней она жила у матери и у друзей. Позже она позвонила Суини и сказала, что их отношения закончены. После того, как он собрал вещи и уехал, Данн сменила замки и вернулась в дом на Рэйнджли-Авеню.

### Смерть
30 октября 1982 года, через несколько недель после расставания с Суини, Данн вместе с актёром Дэвидом Пэкером была у себя дома; они репетировали сцены мини-сериала «V». Пока она разговаривала с подругой по телефону, Джон Суини заставил телефонного оператора подключить его к линии и вступил в разговор. Данн сказала своей подруге: «О Боже, это Суини! Я кладу трубку». Через 10 минут Суини оказался на пороге дома Доминик. Поговорив с ним через запертую дверь, Данн согласилась выйти и поговорить с ним на крыльце. Снаружи они сразу же начали спорить. Позже Пэкер, остававшийся в доме, говорил, что слышал крики и удары. Он позвонил в полицию, но ему сказали, что дом Данн находится вне юрисдикции их отдела. Пэкер позвонил другу и сказал, что если его найдут мертвым, то убийца — Джон Суини. Пэкер вышел из дома через задний вход, подошёл к крыльцу и увидел, что Суини в кустах стоит на коленях над лежащей Данн. Суини попросил Пэкера вызвать полицию и когда она прибыла, то Суини встретил их с поднятыми руками и заявил: «Я убил свою девушку и пытался покончить с собой». Позже Суини говорил, что он ругался с Данн, но не мог вспомнить, что произошло после ссоры, помнил только свои руки около её горла.
Данн отвезли в медицинский центр Cedars-Sinai в Лос-Анджелесе, где её подключили к системе жизнеобеспечения, так как её сердце могло остановиться в любой момент. Она так и не пришла в сознание. В последующие дни врачи провели сканирование мозга Доминик, которое показало, что активность её мозга отсутствует из-за кислородной депривации. 4 ноября 1982 года, за 19 дней до её 23 дня рождения, родители сняли её с жизнеобеспечения. По просьбе матери её почки и сердце были переданы для пересадки.
Отпевание Доминик Данн состоялось 6 ноября 1982 года в церкви Доброго пастыря в Беверли-Хиллз. Она была похоронена на кладбище мемориального парка Вествуд-Виллидж. Актриса Хезер О’Рурк, сыгравшая сестру Доминик в фильме «Полтергейст», была похоронена на том же кладбище в 1988 году.

## Фильмография
| Год       |    | Русское название                | Оригинальное название          | Роль                       |
| --------- | -- | ------------------------------- | ------------------------------ | -------------------------- |
| 1979      | тф | Дневник подростка-автостопщика  | Diary of a Teenage Hitchhiker  | Кэти Робинсон              |
| 1980      | с  | Семья                           | Family                         | Эрика                      |
| 1980      | тф | —                               | Valentine Magic on Love Island | Шерил                      |
| 1979—1980 | с  | Лу Грант                        | Lou Grant                      | Тери Уилк / вторая девушка |
| 1980—1981 | с  | Уходя в отрыв                   | Breaking Away                  | Паулина Борнстайн          |
| 1981      | с  | —                               | CBS Children’s Mystery Theatre | Полли Эймс                 |
| 1981      | тф | —                               | Unit 4                         | Трейси Филлипс             |
| 1981      | тф | —                               | The Day the Loving Stopped     | Джуди Деннер               |
| 1982      | с  | Слава                           | Fame                           | Трейси                     |
| 1982      | с  | Супруги Харт                    | Hart to Hart                   | Кристи Ферин               |
| 1982      | ф  | Полтергейст                     | Poltergeist                    | Дана Фрилинг               |
| 1982      | тф | Всадники тени                   | The Shadow Riders              | Сисси Трейвен              |
| 1982      | с  | Калифорнийский дорожный патруль | CHiPs                          | Эми Кент                   |
| 1982      | с  | Квест                           | The Quest                      | итальянская девушка        |
| 1982      | с  | Блюз Хилл-стрит                 | Hill Street Blues              | Синди                      |